# Mutua Madrid Open 2016

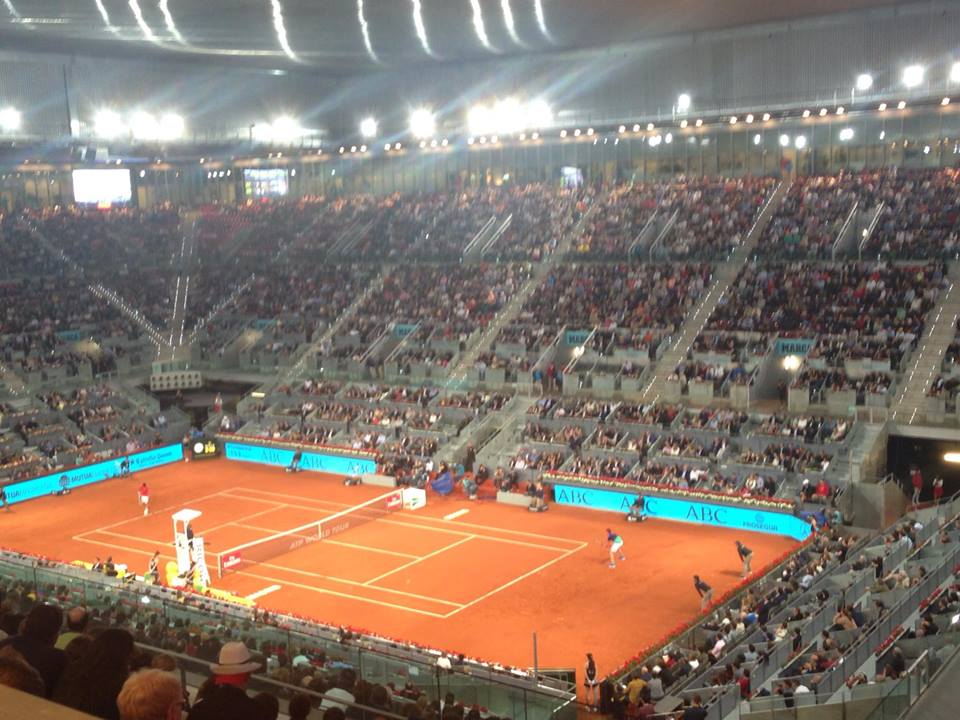
Стадион во время мужского четвертьфинала между Новаком Джоковичем и Милошом Раоничем.

Mutua Madrid Open 2016 — 27-й розыгрыш ежегодного профессионального теннисного турнира среди мужчин и женщин, проводящегося в испанском городе Мадрид и являющегося частью тура ATP в рамках серии Masters 1000 и тура WTA в рамках серии Premier Mandatory.
В 2016 году турнир прошёл с 2 по 8 мая. Соревнование продолжало околоевропейскую серию грунтовых турниров, подготовительную к майскому Открытому чемпионату Франции.
Прошлогодние победители:
- в мужском одиночном разряде —  Энди Маррей
- в женском одиночном разряде —  Петра Квитова
- в мужском парном разряде —  Рохан Бопанна и  Флорин Мерджа
- в женском парном разряде —  Кейси Деллакква и  Ярослава Шведова

## Общая информация
Мужской одиночный турнир собрал девять представителей Top-10 мирового рейтинга: из первой десятки отсутствовал только третий в мире Роджер Федерер, который вынужден был сняться с соревнований из-за травмы спины. Первым номером посева стал лидер классификации и чемпион 2011 года Новак Джокович, а вторым прошлогодний победитель турнира Энди Маррей. В итоге главные фавориты разыграли титул в финале. Победу одержал серб Джокович, который во второй раз выиграл местные соревнования. В основных соревнованиях приняли участие два представителя России: Андрей Кузнецов, проигравший во втором раунде Рафаэлю Надалю и Теймураз Габашвили на старте уступивший Денису Истомину.
В мужском парном разряде первым номера посева стала французская пара Николя Маю и Пьер-Юг Эрбер. Их пара выиграла до этого три Мастерса подряд и на четвёртом в Мадриде дошла до полуфинала, но проиграла Жан-Жюльену Ройеру и Хорие Текэу. Ройер и Текэу по итогу смогли стать победителями турнира, обыграв в финале прошлогодних чемпионов Рохана Бопанну и Флорина Мерджу.
Женский одиночный турнир собрал семерых из первых десяти теннисисток в мировом рейтинге. На турнире не выступила лидер мировой классификации Серена Уильямс. В её отсутствие первый номер посева получила № 2 в мире на тот момент Агнешка Радваньская. Польская теннисистка не справилась со статусом фаворита и проиграла уже в первом раунде словачке Доминике Цибулковой. Прошлогодняя чемпионка Петра Квитова защищала свой титул в качестве пятого номера посева, однако проиграла на стадии третьего раунда Дарье Гавриловой. В целом фаворитки турнира выступили неудачно. Из сеянных теннисисток до стадии четвертьфинала смогла добраться только одна Симона Халеп. В итоге в финале встретились Доминика Цибулкова, которая не остановилась после победы над Радваньской и выиграла ещё четыре матча и шестая сеянная Симона Халеп. В итоге титул достался румынке Халеп, которая впервые побеждает в Мадриде. В основном турнире приняли участие шесть представительниц России. Лучшей из них стала Анастасия Павлюченкова, которая единственная вышла в третий раунд.
В женском парном разряде первые номера посева Саня Мирза и Мартина Хингис дошли до финала, где в борьбе за главный приз проиграли пятым номерам посева Каролин Гарсие и Кристине Младенович. Прошлогодние чемпионки Кейси Деллакква и Ярослава Шведова не защищали свой титул, однако Шведова принимала участие в турнире в альянсе с Тимеей Бабош и дошла до четвертьфинала.

## Соревнования

### Мужчины. Одиночный турнир
Новак Джокович обыграл  Энди Маррея со счётом 6-2, 3-6, 6-3.
- Джокович выигрывает 5-й одиночный титул в сезоне и 64-й за карьеру в основном туре ассоциации.
- Маррей сыграл 2-й одиночный финал в сезоне и 64-й за карьеру в основном туре ассоциации.

### Женщины. Одиночный турнир
Симона Халеп обыграла  Доминику Цибулкову со счётом 6-2, 6-4.
- Халеп выигрывает 1-й одиночный титул в сезоне и 12-й за карьеру в туре ассоциации.
- Цибулкова сыграла 3-й одиночный финал в сезоне и 14-й за карьеру в туре ассоциации.

### Мужчины. Парный турнир
Жан-Жюльен Ройер /  Хория Текэу обыграли  Рохана Бопанну /  Флорина Мерджу со счётом 6-4, 7-6(5).
- Ройер выигрывает 1-й парный титул в сезоне и 21-й за карьеру в основном туре ассоциации.
- Текэу выигрывает 2-й парный титул в сезоне и 29-й за карьеру в основном туре ассоциации.

### Женщины. Парный турнир
Каролин Гарсия /  Кристина Младенович обыграли  Саню Мирзу /  Мартину Хингис со счётом 6-4, 6-4.
- Гарсия выигрывает 3-й парный титул в сезоне и 5-й за карьеру в туре ассоциации.
- Младенович выигрывает 3-й парный титул в сезоне и 15-й за карьеру в туре ассоциации.